# Кастро, Рауль (футболист)
Рау́ль Ка́стро Пеньяло́са (исп. Raúl Castro Peñaloza; 19 августа 1989, Ла-Пас) — боливийский футболист, опорный полузащитник клуба «Стронгест» и сборной Боливии.

## Карьера

### Клубная карьера
Начал заниматься футболом в клубе «Вилья Армония» в пригороде Ла-Паса, где его отец, тоже Рауль Кастро, работал тренером. В 2005 году присоединился к клубу «Марискаль Браун», выступавшему в городской лиге Ла-Паса, в его составе четыре раза выиграл чемпионат города (2005, 2006, 2007, 2010). В 2011 году подписал профессиональный контракт с клубом высшего дивизиона «Университарио», но не закрепился в основе и следующие два года играл в чемпионате города за «Унион Маэстранса», в его составе ещё дважды стал чемпионом Ла-Паса (2012, 2013).
В августе 2013 года тренер Эдуардо Вильегас пригласил Кастро в состав клуба «Стронгест», там он сразу стал игроком основного состава. Дебютный матч в чемпионате Боливии сыграл 25 августа 2013 года против «Блуминга», а первый гол забил 19 сентября 2013 года в матче против «Ауроры». В сезоне Апертура-2013 стал чемпионом Боливии, позднее дважды выигрывал серебряные медали чемпионата.

### Карьера в сборной
Дебютный матч за сборную Боливии сыграл 6 сентября 2014 года против команды Эквадора.
В 2016 году включён в состав сборной для участия в Кубке Америки, на турнире сыграл один матч — 10 июня 2016 года против сборной Чили.

## Достижения
- Чемпион Боливии: 2013/14 (Апертура)
- Победитель второго дивизиона Боливии (зона Ла-Пас): 2005, 2006, 2007, 2010, 2012, 2013